# David Spade
David Wayne Spade (Birmingham, 22 luglio 1964) è un comico, cabarettista, attore, sceneggiatore, imitatore, conduttore televisivo e produttore televisivo statunitense. 
Esordì nello scenario mediatico americano negli anni novanta, quando fu consacrato dal programma comico di culto Saturday Night Live. Dal 1997 al 2003 ha interpretato Dennis Finch in Just Shoot Me!. È inoltre apparso in 8 semplici regole nel ruolo di C.J. Barnes, affiancato da Katey Sagal, James Garner e Kaley Cuoco. Ha ricoperto la parte di Russell Dunbar nella sitcom Le regole dell'amore della CBS. Ha inoltre lavorato con TBS su una serie animata basata sul suo film Joe Dirt.

## Biografia
Spade nasce a Birmingham, Michigan, figlio di Judith M, una scrittrice ed editore e Wayne M. Spade, un rappresentante. I suoi fratelli sono Bryan e Andy Spade; Andy Spade era marito della designer Kate Spade e CEO del Kate Spade New York. Spade ha frequentato lo Scottsdale Community College e per breve tempo l'Arizona State University, dove è stato membro della fratellanza Sigma Alpha Epsilon. Con il suo sketch allo show comico dell'università, Farce Side Comedy Hour, riuscì a provocare, in molte occasioni, una standing ovation. Nella metà degli anni ottanta ne ottenne una anche al Monday night comedy show e al Greesy Tony's Pizza a Tempe, Arizona. Prima di ottenere il successo come comico, Spade guadagnò lavorando come autista di bus, valletto televisivo e commesso in un negozio di skateboard.
Con l'aiuto dell'amico Dennis Miller, partecipa al Saturday Night Live nel 1990 come membro regolare del cast e autore. Qui aumenta la ormai nota popolarità dei suoi personaggi, sarcastici e sapientoni, in una serie di sketch comici, alcuni dei quali includono: un assistente di volo che offre uno sgradevole "Buh" come saluto ai passeggeri che stanno sbarcando; un receptionist per Dick Clark che, come sorta di politica, chiede alle persone indifferentemente "E tu sei?"; il reporter sarcastico dell'"Hollywood Minute" che comunica con le celebrità per mezzo di battute. Altri personaggi includono Christy Henderson delle Gap Girls, e Karl. Ha fatto anche l'imitatore di celebrità famose, come Brad Pitt e Michael J. Fox. Secondo un'intervista con Spade, molto materiale scritto da lui è stato dato a Dana Carvey. A causa del suo ritmo di lavoro relativamente basso è stato in pericolo di licenziamento come comico, fino a quando lo sketch dell'Hollywood Minute gli ha garantito il successo.
Sebbene la maggior parte del cast avesse lasciato lo show nel 1995, Spade rimase anche l'anno successivo, per contribuire alla transizione del nuovo cast, abbandonando nel 1996 con il motivo dell'"estinzione". Spade disse: "Quando uscii, fu per alleggerire la pressione, non per essere una star del cinema. Non si può rimanere lì per sempre - ti uccide dentro. Invecchi con anni canini. È un posto difficile." Tornò come ospite in un episodio nel 1998 e in un altro nel 2005. Recentemente ha inoltre doppiato un chihuahua in un cortometraggio animato, scritto da Fred Wolf, nel 2010.
Il tentativo di Spade di intraprendere una carriera cinematografica lo ha portato ad un misto di successi. Film come Le avventure di Joe Dirt e Dickie Roberts - ex piccola Star non suscitarono buone critiche, particolarmente il secondo, sebbene entrambi avessero guadagnato abbastanza. Entrambi erano stati scritti da Fred Wolf. Lavorò con il compagno del Saturday Night Live Chris Farley nei film Tommy Boy e La pecora nera, nel tentativo di formare una copia moderna di Stanlio e Ollio. I due stavano progettando il terzo film insieme quando Farley morì di overdose all'età di 33 anni. Spade non partecipò al funerale poiché "non poteva stare in una stanza in cui Chris era in una scatola". Nonostante avesse ricevuto molte offerte per un suo show televisivo, le rifiutò per far parte della sit com di Steven Levitan Just Shoot Me!, che andò in onda per sette stagioni dal 1997 al 2003: in questa serie interpretava il receptionist sarcastico Dennis Finch, che gli valse una nomination agli Emmy e due nomination al Golden Globe.
Spade ha presentato nel 2003 sia il Teen Choice Awards, sia il Video Game Awards di SpikeTV. Doppiò i personaggi di molti episodi di Beavis and Butt-head, e produsse nel 2000 la sua serie TV animata Sammy. Dal 2002 al 2006 Spade apparve regolarmente nella pubblicità di Capital One con Nate Torrence, dove interpretava l'impiegato di una compagnia rivale fittizia la cui politica, sia nei confronti dei premi delle carte di credito, sia di tutto il resto, era "sempre no". Nel 2004 entrò nel cast di 8 semplici regole, a seguito della morte della star della sitcom John Ritter.
Il 5 settembre 2003 Spade ricevette la stella sulla Hollywood Walk of Fame, che si trova al 7018 Hollywood Blvd. Recentemente è stato il presentatore dello show su Comedy Central The Showbiz Show with David Spade, cominciato nel settembre 2005. Nello show Spade si prendeva gioco di Hollywood e delle sue celebrità in maniera simile al suo vecchio sketch "Hollywood Minute" su SNL. The Showbiz Show with David Spade fu cancellato nell'ottobre 2007 dopo tre stagioni. Insieme agli attori Elijah Wood e Gary Oldman, Spade è una delle voci per The Legend of Spyro: A New Beginning, il sesto capitolo della serie di giochi Spyro the Dragon. Ha dato la voce a Sparx. Ha interpretato Russel nella commedia della CBS Le regole dell'amore.

## Vita privata
Spade ha una figlia con la Playmate Jillian Grace, Harper Spade, nata il 26 agosto 2008 in Missouri. L'attore confermò la sua paternità il 3 settembre 2008.
Spade è molto sensibile alla luce. La combinazione di luci sul set e sotto al sole, durante le riprese di La pecora nera, causò danni permanenti ai suoi occhi, portandolo a dichiarare "devo indossare un cappello anche al chiuso e i flash in particolare mi danno fastidio. Devo sempre far abbassare le luci durante il trucco. È diventata una spina nel fianco questa sensibilità alla luce, è un miracolo che non mi spari!"
Nel dicembre 2008, Spade donò $100.000 al dipartimento di polizia di Phoenix, come parte di un programma per fornire fucili agli agenti di polizia. Il contributo di Spade permise di comprare 50 fucili AR-15 semi-automatici per gli ufficiali di polizia.

## Filmografia

### Attore

#### Cinema
- Scuola di polizia 4 - Cittadini in... guardia (Police Academy 4: Citizens on Patrol), regia di Jim Drake (1987)
- Lo spacciatore (Light Sleeper), regia di Paul Schrader (1992)
- Teste di cono (Coneheads), regia di Steve Barron (1993)
- Giovani, carini e disoccupati (Reality Bites), regia di Ben Stiller (1994)
- PCU, regia di Hart Bochner (1994)
- Tommy Boy, regia di Peter Segal (1995)
- La pecora nera (Black Sheep), regia di Penelope Spheeris (1996)
- A Very Brady Sequel (1996)
- Otto teste e una valigia (8 Heads in a Duffel Bag), regia di Tom Schulman (1997)
- Effetti collaterali (Senseless), regia di Penelope Spheeris (1998)
- Rugrats - Il film (The Rugrats Movie), regia di Igor Kovaljov, Norton Virgien (1998) - voce
- Lost & Found, regia di Jeff Pollack (1999)
- American School (Loser), regia di Amy Heckerling (2000)
- Le avventure di Joe Dirt (Joe Dirt), regia di Dennie Gordon (2001)
- Dickie Roberts - Ex piccola star (Dickie Roberts: Former Child Star) (2003)
- Lil' Pimp (2005) - voce
- Cocco di nonna (Grandma's Boy), regia di Nicholaus Goossen (2006)
- Gli scaldapanchina (The Benchwarmers), regia di Dennis Dugan (2006)
- Io vi dichiaro marito e... marito (I Now Pronounce You Chuck & Larry), regia di Dennis Dugan (2007)
- Un weekend da bamboccioni (Grown Ups), regia di Dennis Dugan (2010)
- Jack e Jill (Jack and Jill), regia di Dennis Dugan (2011)
- Un weekend da bamboccioni 2 (Grown Ups 2), regia di Dennis Dugan (2013)
- Entourage, regia di Doug Ellin (2015) - cameo
- The Ridiculous 6, regia di Frank Coraci (2015)
- Joe Dirt 2 - Sfigati si nasce (Joe Dirt 2: Beautiful Loser), regia di Fred Wolf (2015)
- The Do-Over, regia di Steven Brill (2016)
- Il padre dell'anno (Father of the Year), regia di Tyler Spindel (2018)
- La Missy sbagliata (The Wrong Missy), regia di Tyler Spindel (2020)

#### Televisione
- L'albero delle mele (The Facts of Life) (1988)
- Baywatch (1989)
- ALF (1990)
- Monsters (1990)
- Born to Be Mild (1990)
- Saturday Night Live (1990)
- Beavis and Butt-Head (1994) - voce
- Just Shoot Me! (1997-2003)
- David Spade: Take the Hit (1998)
- Sammy (2000) - voce
- Greg The Bunny (2002)
- Father of the Pride (2004)
- 8 semplici regole (8 Simple Rules) (2003-2005)
- The Showbiz Show with David Spade (2005)
- Le regole dell'amore (Rules of Engagement) (2007-2013)
- The Spoils of Babylon – miniserie TV, 2 episodi (2014)
- Love – TV series, 3 episodi (2017)

### Doppiatore
- Le follie dell'imperatore (The Emperor's New Groove), regia di Mark Dindal (2000)
- Le follie di Kronk (Kronk's New Groove), regia di Saul Andrew Blinkoff ed Elliot M. Bour (2005)
- Striscia, una zebra alla riscossa (Racing Stripes), regia di Frederik Du Chau (2005)
- Hotel Transylvania, regia di Genndy Tartakovsky (2012)
- Hotel Transylvania 2, regia di Genndy Tartakovsky (2015)
- Hotel Transylvania 3 - Una vacanza mostruosa (Hotel Transylvania 3: Summer Vacation), regia di Genndy Tartakovsky (2018)
- Hotel Transylvania - Uno scambio mostruoso (Hotel Transylvania: Transformania), regia di Derek Drymon e Jennifer Kluska (2022)

## Personaggi famosi imitati
- Brad Pitt
- Josie Bissett
- Woody Allen

## Doppiatori italiani
Nelle versioni in italiano delle opere in cui ha recitato, David Spade è stato doppiato da:
- Alessandro Quarta in 8 semplici regole, Cocco di nonna, The Ridiculous 6, The Do-Over, Il padre dell'anno
- Davide Lepore in Effetti collaterali, Le regole dell'amore, La Missy sbagliata
- Francesco Prando in Teste di cono, Tommy Boy, La pecora nera
- Massimo De Ambrosis in Un weekend da bamboccioni, Un weekend da bamboccioni 2
- Corrado Conforti in Le avventure di Joe Dirt, Joe Dirt 2 - Sfigati si nasce
- Riccardo Rossi in Lo spacciatore, Gli scaldapanchina
- Marco Guadagno in Dickie Roberts - Ex piccola star
- Fabrizio Manfredi in Otto teste e una valigia
- Sandro Acerbo in Jack e Jill
- Roberto Fedele in The Goldbergs
- Alberto Angrisano in Love

Da doppiatore è sostituito da:
- Mino Caprio in Hotel Transylvania, Hotel Transylvania 2, Hotel Transylvania 3 - Una vacanza mostruosa
- Franco Mannella in Striscia, una zebra alla riscossa
- Luca Bizzarri in Le follie dell'imperatore
- Massimiliano Alto in Le follie di Kronk
- Fabrizio Manfredi ne I Griffin